# I'm Yours
"I'm Yours" is de eerste single van Jason Mraz, afkomstig van zijn derde studioalbum We Sing, We Dance, We Steal Things.

## Achtergrondinformatie
Het nummer kwam oorspronkelijk van een beperkt uitgegeven ep, Extra Credit als een demo in 2005 om zijn tweede studioalbum Mr. A-Z te promoten. De single was te verkrijgen op iTunes op 12 februari 2008. Nadat het in Nederland eind maart 2008 niet verder kwam dan nummer 13 in de tipparade, kwam het in september 2008 in de herkansing de Nederlandse Top 40 in, waarna het de vierde plaats bereikte. In de Ultratop 50 in Vlaanderen kwam het nummer tot een dertigste plaats. Het is zijn succesvolste single tot nu toe, met een nummer één-hit in Zweden en Noorwegen, in Verenigde Staten, Oostenrijk, Australië, Duitsland, Zwitserland en Italië behaalde het nummer de top tien.

## Videoclip
De videoclip kwam uit in maart 2008. Het begint met Jason zittend in een vliegtuig en er zijn verschillende strandplaatsen te zien. Daarna is hij te zien in een hotelkamer, zich klaar te maken om te vertrekken. Daarna gaat hij met de taxi, vervolgens gaat hij verder, achter in een open vrachtwagen. Dan arriveert hij op een plek met mensen die skateboarden.

## Record
In augustus 2009 vestigde de single een record in de Amerikaanse Hot 100-hitlijst van Billboard, door 70 weken onafgebroken in de lijst te blijven staan. Het oude record stond op naam van How do I live van LeAnn Rimes, dat in 1997/98 69 weken genoteerd stond.

## Composities

### Oorspronkelijke uitgave
1. "I'm Yours" (Radio edit) - 3:35
2. "I'm Yours" (Album version) - 4:03

### Heruitgave
1. "I'm Yours" (Radio edit) - 4:03
2. "Live High (From an Avocado Salad Session)" - 4:01
3. "If It Kills Me (From The Casa Nova Sessions)" - 4:58
4. "I'm Yours" (Video)

## Hitnotering
| I'm Yours in de Nederlandse Top 40 - binnen: 13 september 2008 | I'm Yours in de Nederlandse Top 40 - binnen: 13 september 2008 | I'm Yours in de Nederlandse Top 40 - binnen: 13 september 2008 | I'm Yours in de Nederlandse Top 40 - binnen: 13 september 2008 | I'm Yours in de Nederlandse Top 40 - binnen: 13 september 2008 | I'm Yours in de Nederlandse Top 40 - binnen: 13 september 2008 | I'm Yours in de Nederlandse Top 40 - binnen: 13 september 2008 | I'm Yours in de Nederlandse Top 40 - binnen: 13 september 2008 | I'm Yours in de Nederlandse Top 40 - binnen: 13 september 2008 | I'm Yours in de Nederlandse Top 40 - binnen: 13 september 2008 | I'm Yours in de Nederlandse Top 40 - binnen: 13 september 2008 | I'm Yours in de Nederlandse Top 40 - binnen: 13 september 2008 | I'm Yours in de Nederlandse Top 40 - binnen: 13 september 2008 | I'm Yours in de Nederlandse Top 40 - binnen: 13 september 2008 | I'm Yours in de Nederlandse Top 40 - binnen: 13 september 2008 | I'm Yours in de Nederlandse Top 40 - binnen: 13 september 2008 | I'm Yours in de Nederlandse Top 40 - binnen: 13 september 2008 | I'm Yours in de Nederlandse Top 40 - binnen: 13 september 2008 | I'm Yours in de Nederlandse Top 40 - binnen: 13 september 2008 | I'm Yours in de Nederlandse Top 40 - binnen: 13 september 2008 | I'm Yours in de Nederlandse Top 40 - binnen: 13 september 2008 | I'm Yours in de Nederlandse Top 40 - binnen: 13 september 2008 | I'm Yours in de Nederlandse Top 40 - binnen: 13 september 2008 | I'm Yours in de Nederlandse Top 40 - binnen: 13 september 2008 | I'm Yours in de Nederlandse Top 40 - binnen: 13 september 2008 | I'm Yours in de Nederlandse Top 40 - binnen: 13 september 2008 |
| Week                                                           | 1                                                              | 2                                                              | 3                                                              | 4                                                              | 5                                                              | 6                                                              | 7                                                              | 8                                                              | 9                                                              | 10                                                             | 11                                                             | 12                                                             | 13                                                             | 14                                                             | 15                                                             | 16                                                             | 17                                                             | 18                                                             | 19                                                             | 20                                                             | 21                                                             | 22                                                             | 23                                                             | 24                                                             |                                                                |
| -------------------------------------------------------------- | -------------------------------------------------------------- | -------------------------------------------------------------- | -------------------------------------------------------------- | -------------------------------------------------------------- | -------------------------------------------------------------- | -------------------------------------------------------------- | -------------------------------------------------------------- | -------------------------------------------------------------- | -------------------------------------------------------------- | -------------------------------------------------------------- | -------------------------------------------------------------- | -------------------------------------------------------------- | -------------------------------------------------------------- | -------------------------------------------------------------- | -------------------------------------------------------------- | -------------------------------------------------------------- | -------------------------------------------------------------- | -------------------------------------------------------------- | -------------------------------------------------------------- | -------------------------------------------------------------- | -------------------------------------------------------------- | -------------------------------------------------------------- | -------------------------------------------------------------- | -------------------------------------------------------------- | -------------------------------------------------------------- |
| Nummer                                                         | 32                                                             | 19                                                             | 13                                                             | 13                                                             | 10                                                             | 10                                                             | 9                                                              | 6                                                              | 4                                                              | 9                                                              | 13                                                             | 14                                                             | 14                                                             | 14                                                             | 14                                                             | 16                                                             | 17                                                             | 18                                                             | 19                                                             | 22                                                             | 22                                                             | 31                                                             | 37                                                             | 39                                                             | uit                                                            |

### NPO Radio 2 Top 2000
| Nummer met noteringen in de NPO Radio 2 Top 2000 | '09 | '10 | '11 | '12 | '13 | '14 | '15 | '16  | '17  | '18  | '19  | '20  | '21  |
| ------------------------------------------------ | --- | --- | --- | --- | --- | --- | --- | ---- | ---- | ---- | ---- | ---- | ---- |
| I'm Yours                                        | 575 | 598 | 686 | 574 | 774 | 933 | 862 | 1020 | 1380 | 1171 | 1474 | 1496 | 1809 |

1. ↑  Een vetgedrukt getal geeft de hoogste notering aan.
2. ↑  2009 was het eerste jaar met een notering voor dit nummer.
3. ↑  Deze tabel is bijgewerkt tot en met de laatste editie (2024).